# Peryderma (zoologia)
Peryderma, perysark – pseudochitynowa osłonka tworząca szkielet zewnętrzny, osłaniająca pień, a czasem również korzeń (hydroryzę) kolonii stułbiopławów (Hydrozoa) lub scyfopolipy krążkopławów z rzędu koronowców (Coronatae).